# Summer Sun
Summer Sun er en EP fra den danske sanger og sangskriver Søren Bregendal. EP'en blev udgivet i 2006, og er udgivet kort efter opløsning af bandet C21 som Søren Bregendal var forsanger i. EP'en indeholder nummeret Summer Sun, der også er at finde på Bregendals studiealbum Life Is Simple Not Easy fra 2007. Summer Sun nåede ikke at få en plads på hitlisterne.

## Spor
1. "Summer Sun"
2. "Summer Sun (Wazari Remix)"
3. "Summer Sun (Daniel Von Borzeskowski Remix)"